# South Central Cartel
South Central Cartel to pochodząca z Los Angeles grupa muzyczna tworząca g-funk.
Do najbardziej znanych utworów należą między innymi: U Gotta Deal Wit Dis, Servin' Em Heat, All Day Everyday, Gang Stories.

## Dyskografia
- South Central Madness (1992, Quality Records)
- 'N Gatz We Truss (1993, Def Jam Recordings)
- All Day Everyday (1997, Def Jam Recordings)
- Concrete Jungle (1999, Mouthpiece Records)
- Gangsta Conversation (2001, Kontacc Records)
- We Have The Right To Remain Violent!!! (2002, Kontacc Records)
- South Central Hella (2003, Riviera Entertainment)
- Westurrection (2005, Native Records)
- Random Violence (Re-Issue) (2006, PR)
- Tha Hoodz In Us (2006)
- Chucc N It Up (2009)

### Inne powiązane albumy
- Big Prodeje – Hood Music (2004)
- Big Prodeje – Random Violence (2004)
- Big Prodeje – If the Chucc Fits, Wear It! (2005)
- Big Prodeje – Hood 2 da Good (2007)
- Hava Rochie – Self Made Legend: It's My Time to Shine (2000)
- Havikk – The Rhime Son (2008)
- Havikk & Hirntot Posse – Worldwide Cartel (2008)
- Havoc & Prodeje – Livin' in a Crime Wave (1993)
- Havoc & Prodeje – Kickin' Game (1994)
- Havoc & Prodeje – Truez Neva Stop (1997)
- L.V. – I Am L.V. (1996)
- L.V. – How Long (2000)
- L.V. & Prodeje – The Playground (2002)
- L.V. & Prodeje – Hood Affiliated (2008)
- Sh'Killa – Gangstrez from da Bay (1996)
- Young Murder Squad – Murder Squad Nationwide (1995)
- Young Murder Squad – How We Livin' (1996)
- Young Murder Squad – Don't B Scared (2003)
- Young Prodeje – Diablo Flame-on (1998)
- Young Prod – Gangsta Life (2008)